# Contea di Randolph (Arkansas)
La contea di Randolph, in inglese Randolph County, è una contea dello Stato dell'Arkansas, negli Stati Uniti. La popolazione al censimento del 2000 era di 18 195 abitanti. Il capoluogo di contea è Pocahontas.

## Storia
La contea di Randolph fu costituita nel 1835.